# Jerry Buttimer
Jerry Buttimer (sinh ngày 18 tháng 3 năm 1967) là một chính khách Ireland Fine Gael, người đã từng là Lãnh đạo của Seanad Éireann và Lãnh đạo của Fine Gael tại Seanad kể từ tháng 6 năm 2016. Ông đã là Thượng nghị sĩ cho Labour Panel từ năm 2016, trước đó từ năm 2007 đến năm 2011. Ông từng là Teachta Dála (TD) cho khu vực bầu cử Cork South-Central từ 2011 đến 2016.
Ông đã học cho chức tư tế trong sáu năm tại St Patrick's College, Maynooth với tư cách là ứng cử viên cho Giáo phận Cork và Ross. Ông là bạn học của Đức cha Fintan Monahan của Killaloe.
Ông lần đầu tiên được bầu vào Hội đồng Thành phố Cork năm 2004. Ông là một ứng cử viên không thành công tại cuộc tổng tuyển cử năm 2007 cho khu vực bầu cử Cork South-Central, nhưng sau đó đã được bầu vào Seanad. Ông là người phát ngôn của Fine Gael Seanad về các vấn đề Cộng đồng, Nông thôn và Gaeltacht trong Seanad thứ 23. Ông là cựu giáo viên của trường cấp hai và là Giám đốc giáo dục người lớn tại trường cộng đồng Ballincollig.
Vào tháng 4 năm 2012, Buttimer công khai là người đồng tính, Fine Gael TD đầu tiên làm như vậy, nói: "Tôi là một TD tình cờ là người đồng tính - đó chỉ là một phần nhỏ của câu chuyện là tôi và tôi sẽ tiếp tục hãy là chính trị gia tôi hôm qua."
Ông là chủ tịch của nhóm Fine Gael LGBT.
Ông đã chỉ trích báo cáo ủy ban ranh giới năm 2012, nơi đã chuyển các khu vực của Bishopstown và Glasheen từ khu vực bầu cử Cork South–Central tới Cork North-Central. Cả hai khu vực được coi là cơ sở chính trị của ông trong khu vực bầu cử. Bất chấp dự đoán rằng ông sẽ chuyển đến Cork North-Central tại cuộc bầu cử tiếp theo, ông đã tuyên bố vào tháng 8 năm 2012 rằng ông sẽ tranh cử trong cuộc bầu cử tiếp theo tại Cork South-Central.
Ông mất ghế tại cuộc tổng tuyển cử năm 2016. Sau khi được bầu làm thành viên của Seanad Éireann vào tháng 4 năm 2016, ông được Taoiseach bổ nhiệm làm Lãnh đạo của Seanad Éireann và Lãnh đạo của Fine Gael tại Seanad. Ông là một ứng cử viên không thành công cho Cork South-Central tại cuộc tổng tuyển cử năm 2020. Ông được bầu lại vào Seanad năm 2020.